# 台湾拟附干藓
台湾拟附干藓（学名：Schwetschkeopsis formosana）为碎米藓科拟附干藓属下的一个种。其种加词“formosana”意为“台湾的”。